# Earth Star Dream
Earth Star Dream（日語：アース・スター ドリーム）是由六位日本女性聲優組成的聲優組合，唱片公司為EARTH STAR Records。

## 簡介
此聲優組合由株式會社EARTH STAR Entertainment在2014年舉辦的《國民聲優大賞》的受獎者組成。

## 成員

### 最終成員
| 姓名       | 原文名 | 出生日期      | 血型 | 身高  | 形象顏色 | 暱稱 | 備註                                                           |
| ---------- | ------ | ------------- | ---- | ----- | -------- | ---- | -------------------------------------------------------------- |
| 高尾奏音   |        | 2002年9月10日 | O    | 150cm | 粉紅色   |      | 鋼琴家高尾奏之介的妹妹，曾在米蘭國際初級鋼琴競賽中獲得第一名。 |
| 曾我部英理 |        | 1995年8月29日 | A    | 158cm | 橘色     |      | 日本工學院八王子專門學校聲優·演劇科出身。                      |

### 過往成員
| 姓名       | 原文名 | 出生日期       | 血型 | 身高  | 形象顏色 | 暱稱 | 備註                            |
| ---------- | ------ | -------------- | ---- | ----- | -------- | ---- | ------------------------------- |
| 村北沙織   |        | 1992年9月8日   | AB   | 152cm | 紫色     |      |                                 |
| 齋藤愛永   |        | 1996年9月30日  | O    | 160cm | 水藍色   |      |                                 |
| 海月泉     |        | 1998年9月5日   | A    | 157cm | 黃綠色   |      |                                 |
| 中島由貴   |        | 1997年9月12日  | B    | 159cm | 白色     |      | 以前在JS Girl等雜誌擔任模特兒。 |
| 愛原亞里沙 |        | 1995年11月29日 | AB   | 150cm | 紅色     |      |                                 |
| 谷尻麻理亞 |        | 1994年12月8日  | A    | 158cm | 藍色     |      | 父親是單簧管演奏家谷尻詩宜。    |
| 小出光     |        | 1999年7月4日   | B    | 152cm | 黃色     |      |                                 |

## 經歷
2014年
- 7月1日：「第一屆國民聲優大賞」開始舉辦，時間至9月30日[4]。
- 12月14日：於「Earth Star祭2014 ～成為引領時代的明星！～」公布受獎者[5]。

2015年
- 1月7日：在AKIBA文化劇場（日语：AKIBAカルチャーズ劇場）舉行首次公演[6]。
- 2月25日：同時發行預備出道單曲及。
- 3月4日：宣佈在超!A&G+的廣播節目「A&G ARTIST ZONE THE CATCH（日语：A&G ARTIST ZONE THE CATCH）」擔任主持人[7]。
- 3月17日：官方網站公告齋藤愛永因身體狀況不佳而休養[8]。
- 4月6日：A&G ARTIST ZONE THE CATCH開始播放。
- 5月16日：於定期LIVE公演中宣佈村北沙織從Earth Star Dream畢業[9]。
- 6月29日：官方網站公告齋藤愛永從Earth Star Dream畢業[10]。
- 11月25日：發行正式出道單曲。

2016年
- 2月10日：發行第二張單曲。
- 4月11日：由所有成員演出的動畫《兔龜》開始播放[11]。
- 5月25日：發行第三張單曲「Promise you」，以及由兔龜高中網球社[註 1]演唱的[12]。
- 8月23日：官方公告新井田泉因準備考試而暫停活動。
- 11月9日：發行第四張單曲[註 2]。

2017年
- 1月10日：官方公告新井田泉更改藝名為海月泉，並於同年1月22日回歸。
- 2月27日：海月泉宣布同年3月15日退出Earth Star Dream，同時自演藝界引退。
- 8月16日：發行第五張單曲「開運！招福！炎天歌」。
- 10月9日：中島由貴宣布在12月底退出Earth Star Dream[13]。
- 12月14日：愛原亞里沙和谷尻麻理亞宣布在12月底退出Earth Star Dream與EARTH STAR Entertainment[14]。
- 12月15日：Earth Star Dream宣布在12月底停止活動[15]。

## 音樂作品

### 單曲
|          | 發售日         | 標題               | 規格產品編號 | 最高排名 |
| -------- | -------------- | ------------------ | ------------ | -------- |
| 預備出道 | 2015年2月25日  | [ 註 3 ]           | ESER-016     | 未上榜   |
| 預備出道 | 2015年2月25日  | [ 註 4 ]           | ESER-017     | 未上榜   |
| 1st      | 2015年11月25日 |                    | ESER-032     | 143名    |
| 2nd      | 2016年2月10日  |                    | ESER-035     | 92名     |
| 3rd      | 2016年5月25日  | Promise you        | ESER-041     | 未上榜   |
| 4th      | 2016年11月9日  | [ 註 2 ]           | ESER-042     | 109名    |
| 5th      | 2017年8月16日  | 開運！招福！炎天歌 | ESER-046     | 19名     |

### 商業搭配
| 歌曲               | 商業搭配                                        | 年份   |
| ------------------ | ----------------------------------------------- | ------ |
|                    | 電視動畫《血型小將ABO 2》片頭曲                 | 2015年 |
|                    | 電視動畫《血型小將ABO 2》片尾曲                 | 2015年 |
|                    | 電視動畫《庭球社 第6期》主題曲                  | 2015年 |
|                    | 電視動畫《魔法少女什麼的已經夠了啦。》主題曲    | 2016年 |
| Promise you        | 電視動畫《兔龜》片尾曲                          | 2016年 |
|                    | 電視動畫《魔法少女什麼的已經夠了啦。2nd》主題曲 | 2016年 |
| 開運！招福！炎天歌 | 電視動畫《庭球社 第9期》片尾曲                  | 2017年 |

### 補充說明
1. ↑  田中紀奈子（中島由貴）、佐藤胡桃（小出光）、鈴木綾子（新井田泉）、西新井大師西（谷尻麻理亞）
2. 1 2  新井田泉暫停活動。
3. ↑  中島由貴、齋藤愛永、谷尻麻理亞、村北沙織
4. ↑  高尾奏音、小出光、愛原亞里沙、新井田泉、曾我部英理

## 外部連結
- Earth Star Dream官方網站（页面存档备份，存于）（日語）
- Earth Star Dream官方niconico頻道（日語）
- Earth Star Dream官方的X（前Twitter）（日語）